# W3C Markup Validation Service

Etiqueta que certifica que una página web ha sido analizada como un documento XHTML bien-formado

Etiqueta que certifica que una página web ha sido analizada como un documento CSS válido

El W3C Markup Validation Service, o Servicio de validación de marcado del W3C es un validador creado por el W3C que permite a los usuarios analizar documentos HTML y XHTML bien-formados y válidos. La validación del marcado es un paso importante para asegurar la calidad técnica de las páginas web. Aunque  el validador de W3C es importante para verificar la compatibilidad con navegadores y la usabilidad del sitio, no se han confirmado los efectos que tiene en el SEO.

## Historia
El Markup Validation Service comenzó como The Kinder, Gentler HTML Validator, un proyecto de Gerald Oskoboiny. El lo desarrolló para tener una versión intuitiva del primer validador en línea escrito por Dan Connolly y Mark Gaither, el cual fue anunciado el 13 de julio de 1994.
En septiembre de 1997, Oskoboiny comenzó los trabajos para el W3C, y el 18 de diciembre de 1997, el W3C anunció su W3C HTML Validator, o Validador HTML del W3C basado en sus trabajos. En noviembre de 2008, el W3C publicó el validator.nu para HTML5, y posee la habilidad de analizar documentos conforme a la especificación de HTML5
W3C también ofrece herramientas de validación para otros lenguajes además de HTML/XHTML, como CSS, XML schemas y MathML.

## Adaptación del navegador
Muchos navegadores web importantes tienen una cierta tolerancia a algunos errores, y pueden mostrar un documento HTML exitosamente incluso si no es sintácticamente correcto. Otros documentos XML pueden ser validados correctamente si se hace referencia a una DTD.

## Validación del CSS
Mientras que el W3C y otros validadores HTML y XHTML evalúan páginas codificadas en algunos formatos, un validador aparte como el W3C CSS validator puede analizar en busca de errores las hojas de estilo asociadas. Los validadores CSS aplican los estándares CSS actuales.